# Christof Arnold
Christof Arnold (Schwäbisch Gmünd, 8 luglio 1970) è un attore tedesco.
Attore di teatro, cinema e televisione e doppiatore, nel 2006 diventa popolare in Germania e in numerose altre parti del mondo grazie al ruolo del Dott. Gregor Bergmeister nella soap opera Sturm der Liebe, trasmessa da Mediaset con il titolo di Tempesta d'amore.
Entrato nella soap nel corso dell'episodio 134, nel 2008 diventa il protagonista maschile, mentre Dominique Siassia è la protagonista femminile.

## Filmografia
- 1996-2000: Marienhof
- 1999: SOKO 5113
- 1999: Tatort: Bienzle und der Mann im Dunkeln
- 2000-2003: fabrixx
- 2000: Moianacht (Hochschulfilm)
- 2000: Die Wache
- 2002: Dr. Sommerfeld - Neues vom Bülowbogen
- 2002: Die Weihnachtsfeier
- 2003: Für alle Fälle Stefanie
- 2003: Tatort: Bienzle und der Tod im Teig
- 2004: Halleluja (in lingua inglese)
- 2005: La nostra amica Robbie (Hallo Robbie!)
- 2005: La casa del guardaboschi (Forsthaus Falkenau)
- 2005: Un caso per B.A.R.Z. (Ein Fall für B.A.R.Z.)
- 2006: Alarm für Cobra 11
- 2006: Tatort: Bienzle und der Tod im Weinberg
- 2007: Wenn Engel weinen (Spielfilm)
- 2006-2008: Tempesta d'amore (Sturm der Liebe)